# Estadio Profesor Alberto Suppici
Het Estadio Profesor Alberto Suppici is een multifunctioneel stadion in Colonia del Sacramento, een stad in Uruguay. 
Het stadion wordt vooral gebruikt voor voetbalwedstrijden, de voetbalclub CA Plaza Colonia maakt gebruik van dit stadion. Tijdens het Zuid-Amerikaans kampioenschap voetbal onder 20 van 2003 en 2015 werd dit stadion gebruikt. In het stadion is plaats voor 6.500 toeschouwers. Het stadion is vernoemd naar Alberto Suppici (1898–1981), Uruguayaans voetballer en trainer die geboren is in Colonia del Sacramento.